# カワサキ・250A1サムライ
250A1サムライ（にひゃくごじゅうエーワンサムライ）とは、当時の川崎航空機工業が1966年から1971年まで販売していた、250cc2ストロークエンジンを搭載した普通自動二輪車（軽二輪）である。日本国内での名称は250A1、サムライはアメリカでのペットネーム。
なお、川崎重工業統合以前の製品ではあるが、便宜上、本記事では川崎重工業、あるいは現行制度下での川崎重工業モーターサイクル&エンジンカンパニーの製品と解釈する。

## 概要
国内最後発オートバイメーカーである川崎重工業は1965年10月の日本グランプリよりロードレースへの参加を開始した。そして、カワサキブランドでは小排気量実用オートバイだけを生産していた川崎重工業が、カワサキブランドでのスポーツモデル分野の開拓に採用した車両が当時のロードレーサーKACスペシャルと基本設計を共有する250A1であった。これは当時、単気筒エンジンには採用されていたものの、直列2気筒エンジンとしては先進的な、グランプリマシンに通じる発電、点火系統を背面レイアウトとしたロータリーディスクバルブ吸入を特徴とする車両であった。こうして開発された250A1とともに、翌1966年3月には初めての海外挑戦としてイギリスのブランズ・ハッチへ125ccレーサーを送り出し、実用車メーカーにとどまらない経営転換を行った。
1966年当時の日本のスポーツモデルでは欧州のスポーツモデルのようなタンクが球形に近く、丸みをおびたデザインが主流であった。一方、A1はアメリカで販売を行っていた商社や現地マーケティング担当者の声を受け、アメリカに多く見られた前後に長いティアドロップ型のガソリンタンクや、キャンディレッド×ホワイトのカラーリングを採用し、アメリカでの流行を取り入れたデザインが採用された。

## 車両解説
アメリカ市場でのB1、B11、D1、G1といった2ストローク単気筒車両の堅調な売れ行きはあったものの、高性能でスポーツ走行が可能な車両を持たなかったカワサキがブランドイメージを向上させるために250ccで時速160kmを達成するという目標のもとにエンジン開発は行われた。当時日本国内には時速160kmでの連続走行が可能なコースが無かったため、試作車は他社と同様にアメリカへ持ち込まれ耐久実験が行われた。他社がカリフォルニア州で実験を行う中、A1の試作車両はオクラホマ州で秘密裏に実験が行われた。ヤマハやスズキの対抗車種との同時比較実験の結果、従来の鋳鉄製シリンダーをアルミシリンダーに変更するなどの改良を施し、最高速度時速165km、ゼロヨン加速15.1秒という高出力を発揮するエンジンが完成した。当時の日本でのキャッチコピーは「ハイウェーのエンジン革命、トリプル・ツイン！」というものであった。
本格的なスポーツモデルを製作するにあたり、実用車で用いられていたプレスフレームでなく、カワサキとしては初めて本格的なダブルクレードルフレームを採用した車体設計がなされることとなった。この作業は旧目黒製作所解体に伴い、横浜から明石工場へと移ってきた車体設計部門の技術者たちが担当し、それまでのダブルクレードルフレームに、シート基部からスイングアームピボットまで新たにフレームを加えることにより剛性を高めたフレームが設計された。

## 遍歴
- 1965年 - KACスペシャルがロードレースへの参戦を開始する。
- 1966年7月 - 日本国内で250A1が発表される。
- 1966年8月 - 日本国内で250A1が販売開始。
- 1966年10月16日 - 全日本ロードレース選手権にて金谷秀夫の搭乗するA1Rが2位獲得。
- 1967年4月 - 350A7アベンジャーが発売される。
- 1967年6月12日、1967年のロードレース世界選手権マン島グランプリにてA1Rで出場したデイブ・シモンズが4位、ビル・スミスが5位を獲得。
- 1967年10月 - 18日からアールズコートで開催されたイギリスモーターショーに350A7が出品される。
- 1967年10月 - アップタイプマフラーを装着したストリートスクランブラー、A1SSが発売される。
- 1969年 - 分離メーター、独立ヘッドライト、前後ステンレスフェンダーを装着したA1Sが発売される。
- 1969年10月 - モデルチェンジが行われ、A1S（型式名称A1A）、A7S（型式名称A7A）、A1SS（型式名称A1SSA）がモーターショーに出品される。
- 1971年2月 - カラーリング変更が行われ、タンクのデカールをマッハIIIと同様のパターンに変更したA1S（型式名称A1B）が国内販売開始。同様の変更が行われた型式名称それぞれA7B、A1SSB、A7SSBの輸出開始。[注釈 3]

## モデル一覧

### A1S
A1の特別仕様車として分離式メーターや独立ヘッドライト、ステンレス製フェンダーを搭載したモデル。1971年2月にマイナーチェンジが行われた後には正式名称A1Bとなり、タンクのデカールがマッハと同じパターンに変更された。

### A1
1967～1968モデル。ラグビーボール型タンクにニーグリップラバー、旗をあしらったバッジ風カワサキエンブレム。ヘッドライトケース一体形のスポード/タコメーター等同時期のW1をイメージさせるデザイン。

1969年モデルでは分離式メーターや独立ヘッドライト、ステンレス製フェンダーを搭載、タンクのエンブレム、ニーグリップラバーが廃され塗装でKAWASAKIと記される。北米仕様にはCDIシステムを搭載。国内ではA1Sとして販売された。

### A1A
1970年モデル。タンク、シート形状を変更、同時期のSS(2ストローク3気筒)シリーズと統一されたグラフィックとなる。

### A1B
1971年モデル。グラフィック変更

### A1SS
未舗装路走行を考慮したアップタイプマフラーを搭載したスクランブラーモデル。1971年2月にマイナーチェンジが行われた後には正式名称A1SSBとなった。

### A1R
A1をベースに生産されたロードレーサー。国内では正規には販売されなかった。1966年7月に日本で250A1が発表され、輸出が開始されるなりアメリカのローカルレースではサーキットを走行する250A1サムライの姿がみられた。当初より国際レースへの参加が計画されており、販売と同時にワークスチームではA1Rの開発が行われていた。1966年のロードレース世界選手権の一戦として10月16日に富士スピードウェイで行われた日本グランプリと同時開催の日本MFJ選手権では金谷秀夫の搭乗するA1Rが優勝こそ逃すものの、全米モーターサイクル協会におけるAMA Grand National Championshipの1967年、1968年王者であるゲーリー・ニクソンに遅れること11秒39で2位を獲得。ホンダ・CB72やスズキ・T21を制したことで潜在能力の高さを証明した。
富士スピードウェイで活躍したA1Rプロトタイプは10日後の1966年モーターショーへ出品され話題をよんだが、A1Rに搭載されていたクランクシャフト強制潤滑装置がA1に搭載されていた吸入ポートにのみオイルを圧送するスーパールーブ方式と異なるため、国内MFJホモロゲーションが獲得できず、A1Rは輸出用車両として製造が行われた。このモーターショーで発表された内容は圧縮比を7.0から8.5へ上げ、大径キャブレターやレース用チャンバーを搭載し、44ps/9,500rpm、2.92kgf・m/8,500rpmの出力、カウルを装着しタンクは内容量20リットルのアルミニウム製、前後ブレーキは200mmツーリーディング両面ハブ、リヤ180mmというまさにワークスKACレーサー譲りの内容であった。
アメリカではデイトナ250ccクラスでAMA Grand National Championship1963年王者であるディック・マンをスポット起用するなどの宣伝活動を行い、出場レースはメカニックの整備不良によりリタイアに終わったものの、性能の高さを広めることには成功し、120台のA1Rを売り上げるといった効果を上げた。

## 参考画像

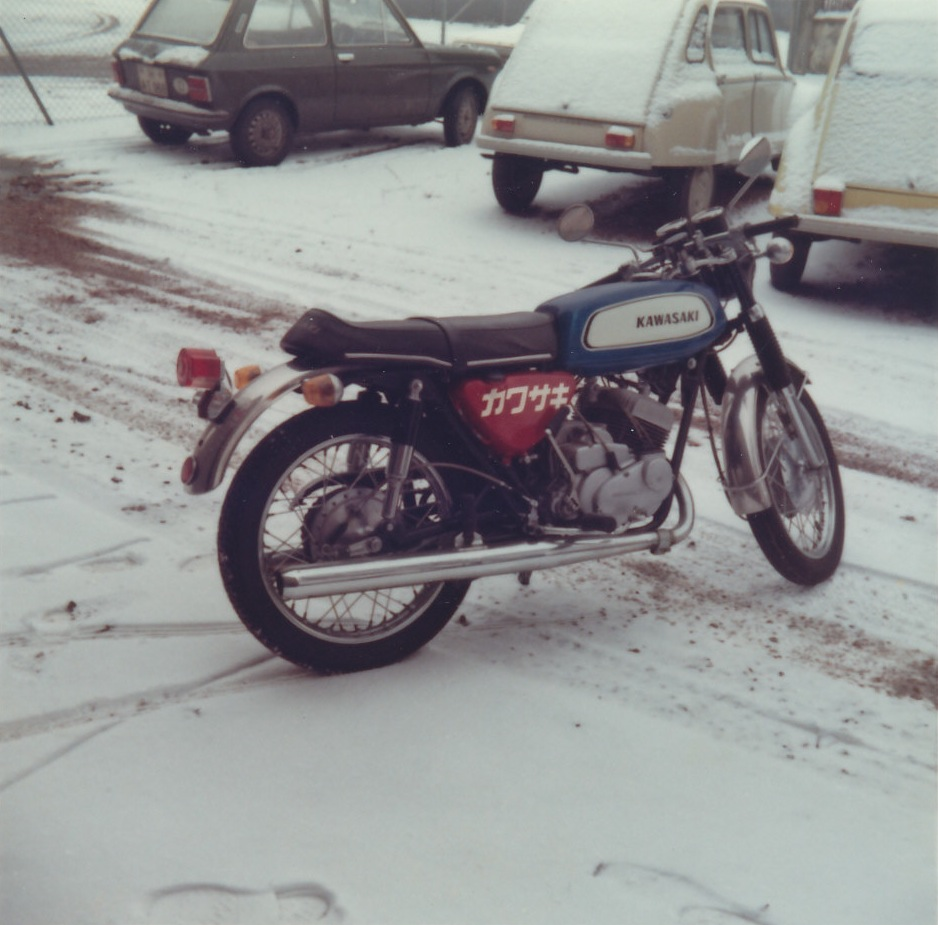
250A1S
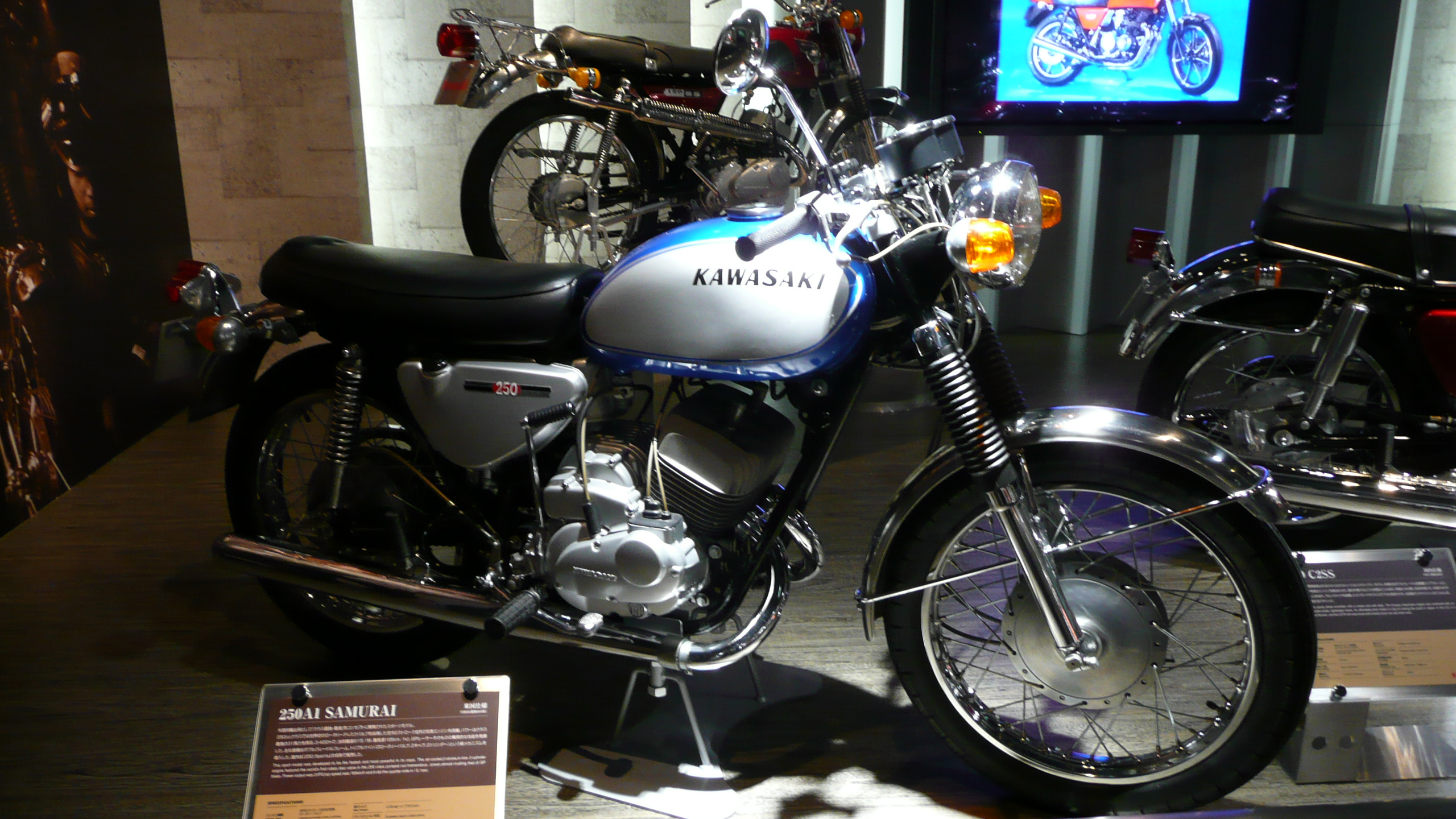
カワサキワールド所蔵250A1